# Światowy ranking snookerowy 1993/1994
Światowy ranking snookerowy 1993/1994 – lista zawiera 32 zawodników najwyżej sklasyfikowanych w sezonie 1993/1994. Pierwsza szesnastka rankingu ma zapewniony udział w 1. rundzie wszystkich turniejów rankingowych. W każdym z turniejów rankingowych z numerem pierwszym będzie rozstawiany obrońca danego tytułu, z numerem drugim mistrz świata 1993 a zarazem lider światowego rankingu, Szkot Stephen Hendry, zaś kolejni zawodnicy według kolejności zajmowanej na poniższej liście.
| Poz. | Nazwisko            | Narodowość        |
| ---- | ------------------- | ----------------- |
| 1    | Stephen Hendry      | Szkocja           |
| 2    | John Parrott        | Anglia            |
| 3    | Jimmy White         | Anglia            |
| 4    | Steve Davis         | Anglia            |
| 5    | James Wattana       | Tajlandia         |
| 6    | Alan McManus        | Szkocja           |
| 7    | Willie Thorne       | Anglia            |
| 8    | Terry Griffiths     | Walia             |
| 9    | Nigel Bond          | Anglia            |
| 10   | Darren Morgan       | Walia             |
| 11   | Ken Doherty         | Irlandia          |
| 12   | Martin Clark        | Anglia            |
| 13   | Steve James         | Anglia            |
| 14   | Neal Foulds         | Anglia            |
| 15   | Dennis Taylor       | Irlandia Północna |
| 16   | David Roe           | Anglia            |
| 17   | Gary Wilkinson      | Anglia            |
| 18   | Alain Robidoux      | Kanada            |
| 19   | Mike Hallett        | Anglia            |
| 20   | Tony Drago          | Malta             |
| 21   | Peter Ebdon         | Anglia            |
| 22   | Dene O’Kane         | Nowa Zelandia     |
| 23   | Tony Knowles        | Anglia            |
| 24   | Mark Bennett        | Walia             |
| 25   | Joe Swail           | Irlandia Północna |
| 26   | Joe Johnson         | Anglia            |
| 27   | Mick Price          | Anglia            |
| 28   | Dean Reynolds       | Anglia            |
| 29   | Tony Jones          | Anglia            |
| 30   | Doug Mountjoy       | Walia             |
| 31   | Mark Johnston-Allen | Anglia            |
| 32   | Jason Ferguson      | Anglia            |